# Eusèbe Jaojoby
Eusèbe Jaojoby (Amboangibe, Sambava, 29 juli 1955), beter bekend bij zijn achternaam, is een Malagassisch zanger en componist van de salegymuziek. Critici beschouwen hem als een van de grondleggers van de moderne salegy, die ontstond in de jaren zeventig. Jaojoby heeft ook bijgedragen aan de oprichting van twee subgenres van de salegy: malessa en baoenjy. 
Hij waarschijnlijk de meest populaire zanger in Madagaskar en de eilanden in de Indische Oceaan en wordt algemeen aangeduid als de "Koning van de salegy", zoals Ninie Doniah de "Koningin van de salegy" wordt genoemd. Door zijn succes is hij ook benoemd als Artiest van het Jaar van Madagaskar gedurende de twee opeenvolgende jaren 1998 en 1999 en ook de rol van ambassadeur voor de Bevolkingsfonds van de Verenigde Naties in 1999.

## Carrière

### Jonge jaren
Jaojoby werd geboren in 1955 in de noordoostelijke kustplaats Amboangibe in de regio Sava. Jaojoby en zijn twaalf jongere broers en zussen werden katholiek opgevoed en al op jonge leeftijd zong hij mee in het kerkkoor en verschillende traditionele liederen op feesten, waar zijn talent werd ontdekt. Op 15-jarige leeftijd, in september 1970, stuurde zijn vader hem naar de Antsiranana. De stad was de thuisbasis van veel Franse soldaten en emigranten, waardoor er daar veel Westerse muziek werd gedraaid. Jaojoby werd geïnspireerd door deze stijlen en door Freddy Ranarison, die in de jaren zestig als eerste Malagassische muzikant de elektrische gitaar gebruikte bij traditionele muziek.
Een maand na de verhuizing naar Antsiranana ging Jaojoby meedoen aan een lokale talentenjacht en kon zonder begeleiding of microfoon een goed resultaat halen. Hij begon op te treden in nachtclubs wanneer er daarvoor gelegenheid was. Zijn oom, waar hij mee in huis woonde, gaf toestemming om door te gaan met zijn muzikale talenten, op voorwaarde dat hij zijn best op school zou doen, waarmee Jaojoby toestemde. In 1972 begon hij te zingen met Los Matadores, de gevestigde band van de nachtclub Saigonais in Antsiranana. Deze band combineerde experimenteel de Amerikaanse soul en funk met de Malagassische traditionele muziek uit de regio en componeerde naast het Malagassisch ook Frans- en Engelstalige stukken. Hierbij werden soms ook de traditionele instrumenten gebruikt, zoals de kabosy, maar ook modernere instrumenten zoals de elektrische gitaar en de basgitaar. In 1975 stapte hij over naar de andere regionale band The Players.
Samen met deze band produceerde hij vier singles voordat de band in 1979 uit elkaar ging. Ze toerden onder andere naar Mahajanga en plaatsen in de regio. De band werd beheerd door een Chinese winkelier, die hen had voorzien van geluidsapparatuur.
Na kort gespeeld te hebben in een band genaamd Kintana, verplaatst Jaojoby zich naar de hoofdstad Antananarivo, waar hij sociologie studeerde aan Universiteit van Antananarivo voor twee jaar. Hij probeerde om een carrière in de journalistiek te krijgen, maar al snel hervatte Jaojoby zijn muzikale carrière.

### Koning van de salegy

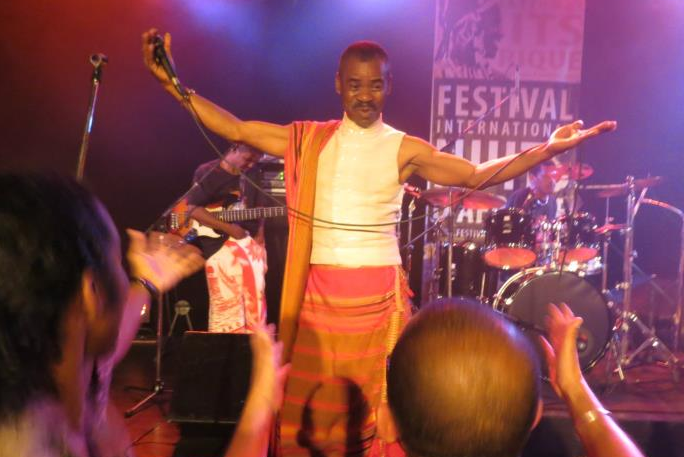
Jaojoby tijden een optreden in Canada, gekleed in traditionele lamba, 2012

Door de grote vraag naar liveoptredens keerde de zanger in 1988 terug naar Antananarivo en richtte de band Jaojoby op, die bestond uit verschillende voormalige bandleden van Los Matadores en The Players. Jaojoby's populariteit steeg tot nationale bekendheid met zijn hit Samy Mandeha Samy Mitady uit 1988. De band toerde vooral door het binnenland maar later ook in het buitenland, voor het eerst in Parijs in 1989. Hij nam in 1992 zijn eerste album op en werd het volgende jaar steeds meer een voltijds beroepsmuzikant. Ondertussen werkte hij als persvoorlichter van het ministerie van Verkeer, Meteorologie en Toerisme van 1990 tot 1993, wat hij opgaf voor de muziek. Later toerde hij ook door de Verenigde Staten, Canada en Frankrijk.

## Privéleven
Jaojoby heeft een vrouw, Claudine Robert Zafinera, die veel steun biedt tijden zijn concerten. Het echtpaar heeft een zoon, Elie Lucas, die gitaar speelt, en twee dochters: Eusebia en Roseliane, die ook zingen. Zijn kinderen vormen ook een band, genaamd Jaojoby Junior.
Tijdens de terugreis naar Antananarivo na een optreden bij het Donia Festival op Nosy Be in 2006, waren Jaojoby en zijn familie betrokken bij een verkeersongeval. De zanger kreef vier gebroken ribben, longschade en een gebroken bekken waarvoor een spoedoperatie nodig was op Réunion. Hij verbleef 3 weken lang in het ziekenhuis.
Op 3 juni 2011 opende Jaojoby een nieuw podium genaamd Jao 's Pub in Antananarivo, waar de zanger en zijn familie nu wonen.

## Discografie
| Titel                     | Uitgave | Label                                   |
| ------------------------- | ------- | --------------------------------------- |
| Mila Anao                 | 2012    | Buda Musique                            |
| Live au Bato Fou: Jaojoby | 2010    | Discorama                               |
| Donnant-Donnant           | 2008    | onbekend                                |
| Malagasy                  | 2004    | Discorama                               |
| Aza Arianao               | 2000    | Indigo – Label Bleu                     |
| E Tiako                   | 1998    | Indigo – Label Bleu                     |
| Velono                    | 1994    | Indigo – Label Bleu                     |
| Salegy!                   | 1992    | Xenophile (1996 – VS)/Rogue (1992 – VK) |
| Agny rô                   | 1978    | Discomad                                |
| Tsaikijoby                | 1976    | Discomad                                |